# Modularer Produktionsbaukasten
Der Modulare Produktionsbaukasten, kurz MPB, standardisiert die Produktion von Anbauteilen und Aggregaten in den Werken der Volkswagen AG.
Dabei werden Vorder-, Hinterachse, Lenkung, Sitzgestelle, Motor, Getriebe sowie Assistenzsystem, Klimaanlage und vieles mehr vereinheitlicht. Auch hier werden neue gewichtsoptimierte Bauteile eingesetzt (siehe Leichtbauweise). Viele Werke werden in Zukunft fast identisch sein, was besonders für neue Fabriken von Vorteil ist, da Produktionserfahrungen einfach übertragen werden können. Mit dem MPB möchte Volkswagen Wettbewerbsvorteile gegenüber seinen unmittelbaren Konkurrenten erzeugen.
Der MPB wurde zeitgleich mit dem Plattformkonzept Modularer Querbaukasten (MQB) eingeführt.